# Wasilij Biełogorłow
Wasilij Aleksandrowicz Biełogorłow (ur. 1912 w Wysznim Wołoczoku, zm. 1971 w Kalininie) – funkcjonariusz NKWD, jeden ze sprawców zbrodni katyńskiej.
Skończył 5 klas szkoły podstawowej, od 1934 służył w Armii Czerwonej, od 1940 członek WKP(b). W 1940 jako funkcjonariusz NKWD w Kalininie brał udział w mordowaniu polskich więźniów z obozu w Ostaszkowa, za co 26 października 1940 otrzymał nagrodę od ludowego komisarza spraw wewnętrznych ZSRR Ławrientija Berii. W 1951 był dyżurnym pomocnikiem komendanta Zarządu MGB obwodu kalinińskiego. Odznaczony Orderem Czerwonej Gwiazdy (24 listopada 1950) i medalami.